# (7448) Pöllath
(7448) Pöllath es un asteroide perteneciente al cinturón de asteroides, región del sistema solar que se encuentra entre las órbitas de Marte y Júpiter, descubierto el 14 de enero de 1948 por Walter Baade desde el Observatorio del Monte Wilson, Los Ángeles, Estados Unidos.

## Designación y nombre
Designado provisionalmente como 1948 AA, fue nombrado Pöllath en homenaje a Reinhard Pöllath, profesor de derecho tributario en la Universidad de Münster, y una autoridad en adquisiciones corporativas y sucesiones comerciales. Como fundador de Exzellenz-Stiftung zur Förderung der Max-Planck-Gesellschaft, inspira a la comunidad con su fascinación por la ciencia, en particular por la biología molecular.

## Características orbitales
Pöllath está situado a una distancia media del Sol de 2,302 ua, pudiendo alejarse hasta 2,682 ua y acercarse hasta 1,922 ua. Su excentricidad es 0,165 y la inclinación orbital 24,61 grados. Emplea 1276,10 días en completar una órbita alrededor del Sol.

## Características físicas
La magnitud absoluta de Pöllath es 13,6. Tiene 3,846 km de diámetro y su albedo se estima en 0,419. 